# Bemisia giffardi
Bọ phấn nhài vàng (Bemisia giffardi) là một loài côn trùng cánh nửa trong họ Aleyrodidae, phân họ Aleyrodinae.
Bemisia giffardi được Kotinsky miêu tả khoa học đầu tiên năm 1907.